# Морро-Реатино
Морро-Реатино (итал. Morro Reatino) — коммуна в Италии, располагается в регионе Лацио, в провинции Риети.
Население составляет 360 человек (2008 г.), плотность населения составляет 23 чел./км². Занимает площадь 16 км². Почтовый индекс — 2010. Телефонный код — 0746.
Покровителем коммуны почитается святой Лаврентий, празднование 10 августа.

## Демография
Динамика населения:

## Администрация коммуны
- Официальный сайт: